# 霍莉·邓福德
霍莉·邓福德（英語：Holly Dunford，1999年10月14日—），英国女子赛艇运动员。她曾代表英国参加2024年夏季奥林匹克运动会赛艇比赛，获得女子八人单桨有舵手铜牌。